# گای بریستو
گای بریستو (انگلیسی: Guy Bristow؛ زادهٔ ۲۳ اکتبر ۱۹۵۵) بازیکن فوتبال اهل بریتانیا است.
از باشگاه‌هایی که در آن بازی کرده‌است می‌توان به باشگاه فوتبال واتفورد اشاره کرد.